# Głodek kaukaski
Głodek kaukaski (Draba bruniifolia) – gatunek rośliny należący do rodziny kapustowatych. Jest to bylina występująca w naturze na niektórych Wyspach Egejskich, w Turcji, w rejonie Kaukazu (w Armenii, Azerbejdżanie, Gruzji i Dagestanie) oraz w północnym Iraku i Iranie. Rośnie w obszarach górskich na wysokościach od 1300 do 2700 m n.p.m., na zboczach i piargach. Kwitnie wiosną – od marca do kwietnia. Gatunek jest poza tym rozpowszechniony w uprawie, sadzony w ogrodach skalnych. Jest to także roślina miododajna.

## Morfologia
PokrójRoślina darniowa tworząca kępy i rozległe kobierce o wysokości 5-10 cm.
LiścieSkupione w przyziemnej różyczce liściowej. Mają kształt igiełkowaty – są równowąskie i sztywne, osiągają do 1 cm długości i 0,2 cm szerokości.
KwiatyZebrane po 8–16 w luźny, baldachogroniasty kwiatostan rozwijający się na szczycie głąbika osiągającego do 8, rzadziej 10 cm wysokości. Głąbik bywa nagi lub okryty długimi włoskami. Kielich złożony z 4 jajowatych działek o długości 3 mm, na brzegach przejrzystych. Cztery płatki korony są jasnożółte, jajowate i osiągają do 6 mm długości. Pręciki osiągają do 3 mm długości, słupek do 0,7 mm długości.
OwocJajowata, owłosiona łuszczynka o długości 4-6 mm i szerokości ok. 3 mm, na końcu z dzióbkiem o długości ok. 0,5 mm.

## Zmienność
Gatunek jest bardzo zmienny, wyróżnia się w jego obrębie 3–6 podgatunków:
- D. bruniifolia subsp. bruniifolia – głąbik owłosiony, liście do 10 mm długości owłosione, także z włoskami gwiazdkowatymi[7],
- D. bruniifolia subsp. armeniaca  Coode & Cullen – głąbik owłosiony, liście do 12 mm długości owłosione, ale bez włosków gwiazdkowatych, endemit wschodniej Turcji i Armenii[7],
- D. bruniifolia subsp. olympica (DC.) Coode & Cullen – głąbik owłosiony, liście nagie, z włoskami tylko na brzegu, rośnie w Turcji i w rejonie Kaukazu[8],
- D. bruniifolia subsp. kurdica – głąbik nagi, owoc pokryty kędzierzawymi włoskami[7],
- D. bruniifolia subsp. archipelagi (O.E.Schulz) Coode & Cullen – głąbik nagi, owoc pokryty prostymi włoskami, na dolnej stronie liści obecne włoski proste i rozwidlone, brak włosków gwiazdkowatych, głąbiki kwiatostanowe nie wyższe od 5 cm, endemit zachodniej Turcji i wyspy Samos[9],
- D. bruniifolia subsp. heterocoma (Fenzl) Coode & Cullen – głąbik nagi, owoc pokryty prostymi włoskami, na dolnej stronie liści obok włosków prostych i rozwidlonych znajdują się drobne włoski gwiazdkowate, rośliny zwykle o nieco dłuższych głąbikach i kwiatostanach; występują w rejonie Kaukazu i Anatolii, na zachodzie po wyspę Karpatos[9].

## Uprawa
Gatunek uprawiany powinien być na glebie piaszczystej, ale lekko wilgotnej, w miejscach słonecznych. Rośliny zaleca się sadzić pojedynczo lub po kilka obok siebie.